# Hermann Frede
Hermann Frede (* 18. Oktober 1883 in Bochum; † 20. März 1965 in Halle (Saale)) war ein deutscher Architekt.

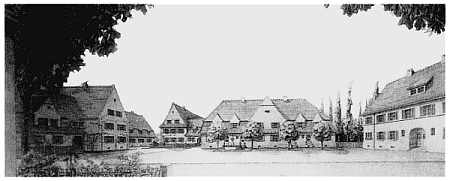
Gartenstadt am Mühlrain (1913)

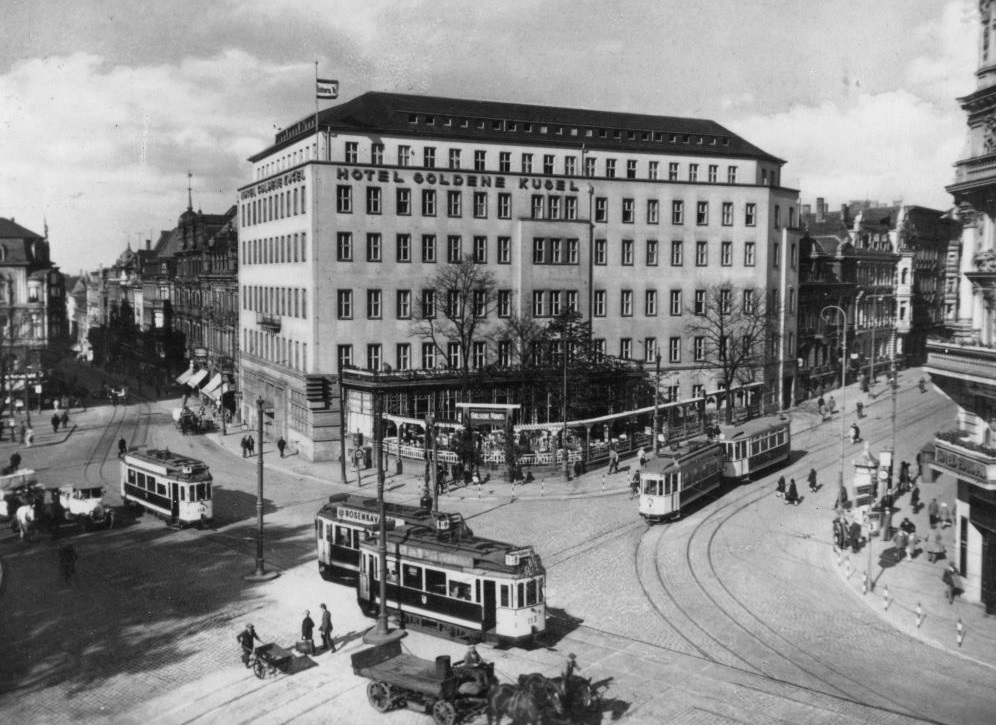
Hotel Goldene Kugel in Halle (1929)

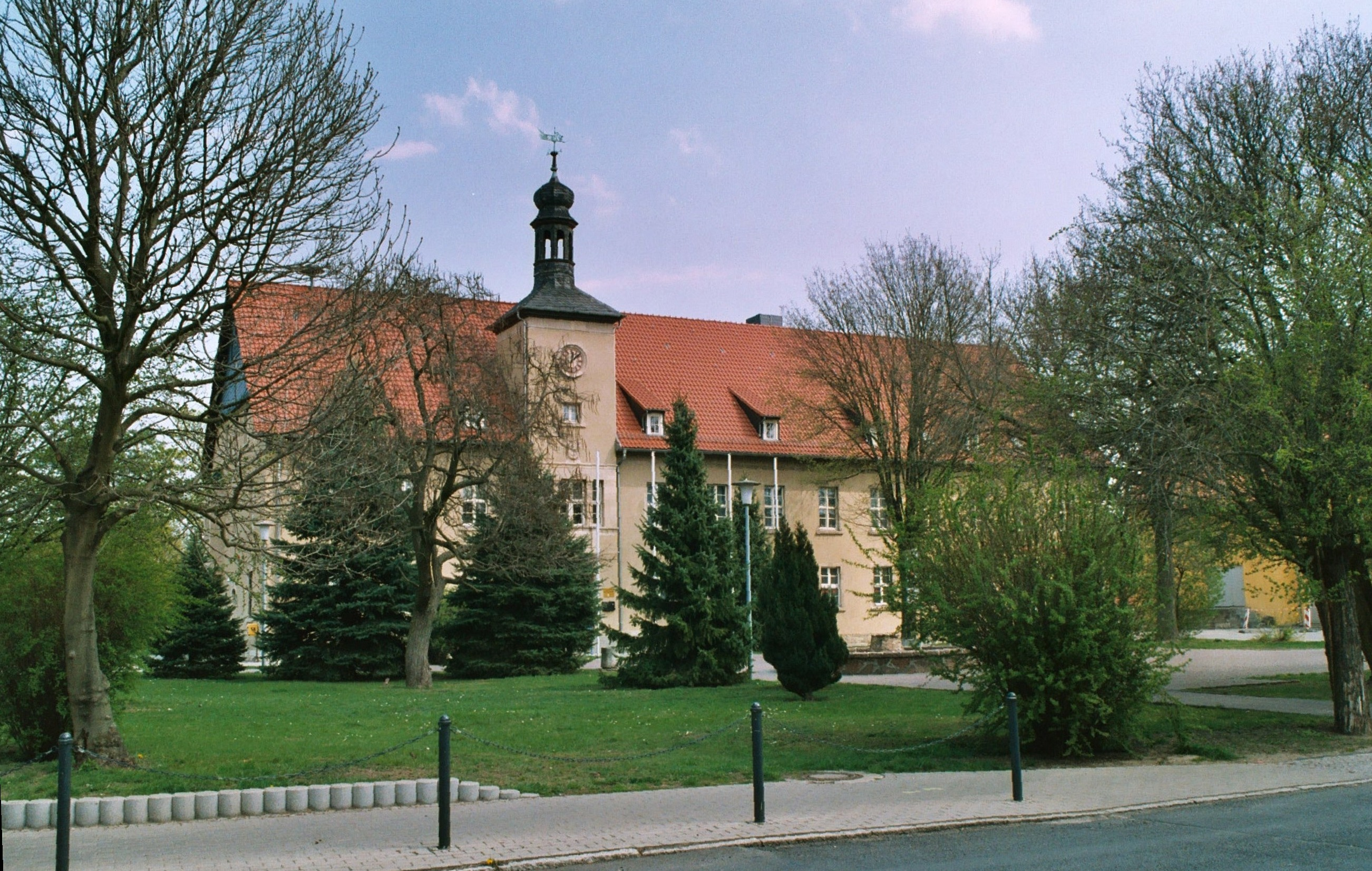
Rathaus in Nachterstedt (ca. 1950)

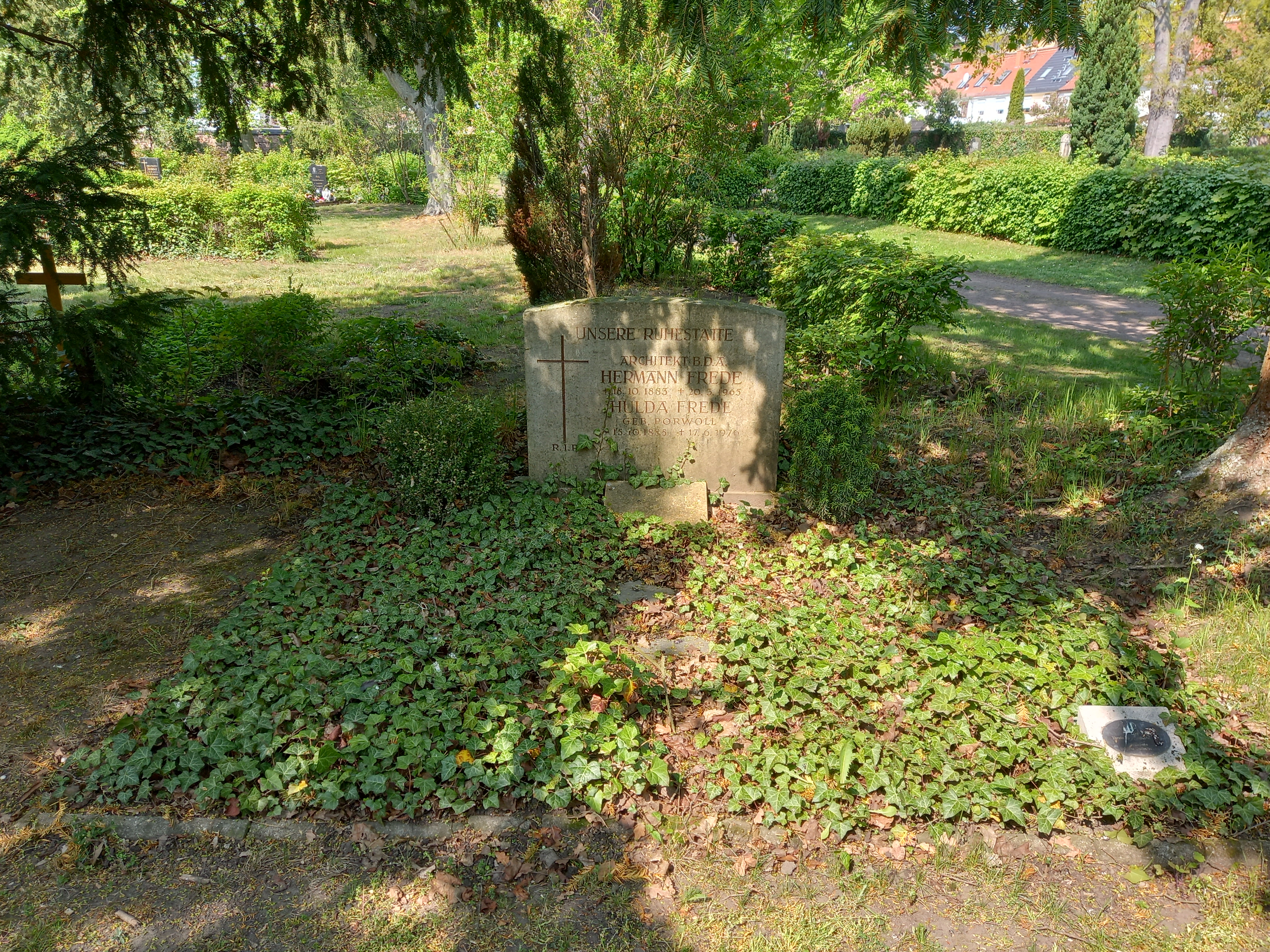
Das Grab von Hermann Frede und seiner Ehefrau Hulda geborene Porwoll auf dem Nordfriedhof (Halle)

## Leben
Hermann Frede, als ältestes von neun Bergarbeiterkindern geboren, erhielt seine Ausbildung zum Architekten an der Baugewerkschule Münster. Dort ist als erster beruflicher Erfolg 1904 der Gewinn des 2. Platzes bei einem Wettbewerb für einen Bebauungsplan mit Wohnhausblöcken nachgewiesen.
Frede war seit 1909 verheiratet mit der Münsteranerin Hulda Martha Porwoll und hatte mit ihr drei Kinder. 1910 zog die Familie nach Halle, wo sie von 1927 bis 1939 auch ein Sommerhaus in der Nachbarschaft zu Gustav Weidanz in der Schwuchtstraße 13a in Kröllwitz unterhielt.
In Halle arbeitete Frede zunächst als angestellter Architekt, bis er sich 1912 mit einem eigenen Büro selbständig machte. Dazu hatte ihn vielleicht auch der erste Preis für einen Wettbewerbsentwurf für das Verwaltungsgebäude der Landesversicherungsanstalt Sachsen-Anhalt in Merseburg ermutigt, an dem er 1911 als Angestellter des Architekten Otto Boecke mitgearbeitet hatte, der allerdings unter Boeckes Namen eingereicht und prämiert wurde. Fredes erster großer Auftrag als selbständiger Architekt war die sogenannte „Gartenstadt am Mühlrain“. Die für den Bauverein für Kleinwohnungen e. G. Halle konzipierte Wohnanlage entstand zwischen 1913 und 1919. Im Ersten Weltkrieg wurde er als Pionier eingesetzt.
In den 1920er Jahren beschäftigte er in seinem Büro bereits bis zu 30 Angestellte. Es wurden Siedlungsanlagen, u. a. in Bergwitz, Gräfenhainichen, Gröbzig, Holzweißig bei Bitterfeld und Wittenberg errichtet. Eines seiner bedeutendsten Projekte in dieser Zeit ist der Bau des Verwaltungsgebäudes der Landwirtschaftlichen Zentralgenossenschaft, für seinen Wettbewerbsentwurf erhielt er den mit 25.000 Mark dotierten 1. Preis unter 25 Mitbewerbern.
Zu seinem Repertoire gehörten ferner neben Verwaltungsbauten auch Industriebauten sowie private Wohn- und Geschäftshäuser.
Am Schwarzen Freitag 1929 verlor Frede sein Guthaben beim Bankhaus Lehmann. Danach blieben private Auftraggeber für lange Zeit aus. Auch Architekturwettbewerbe gab es deutlich weniger. In dieser Zeit gab die Elektrizitätswerk Sachsen-Anhalt AG jedoch einige Schaltstationen und Umspannwerke in Auftrag.
Im Jahr 1937 feierte er sein 25-jähriges Geschäftsjubiläum. Anlässlich dieses Jubiläums schrieb Stadtbaurat Wilhelm Jost in einem Grußschreiben an Hermann Frede:

„Vieles und Schönes haben Sie geleistet, möchten Sie noch recht lange uns in Ihrem frischen Schaffen erhalten bleiben als Schöpfer neuer Bauten und als wertvoller Mitarbeiter in der städtischen Verwaltung.“

Hermann Frede war Mitarbeiter im Kunstbeirat der städtischen Verwaltung. 1933/1934 wurde er als Mitglied des Bundes Deutscher Architekten im Zuge der Gleichschaltung zum Mitglied des Fachverbandes für Baukunst innerhalb der Reichskammer der bildenden Künste.
Im Zweiten Weltkrieg war er als Spezialist für Luftschutzbauten tätig.
Nach Kriegsende nahm Hermann Frede eine Stelle als Leitarchitekt im Entwurfsbüro von Hochbau Halle/S. an. Der Entscheidungsspielraum dort war gering; die Typisierung der Bauten beschränkte zunehmend die Möglichkeiten individuellen Planens, so dass er wieder freier Architekt wurde. Obschon auch diese Tätigkeit auf Wiederaufbauten und kleine Privataufträge beschränkt blieb, setzte er Überlegungen zur Emigration gleichwohl nicht die Tat um. Im Auftrag der Stadt Halle referierte er gelegentlich vor Architekturstudenten und jungen Architekten.
Sein letzter Auftrag war 1964/1965 ein Pfarrhaus für das Elisabethkrankenhaus in Halle. Dieses Vorhaben konnte er aber nicht mehr ausführen.

## Werke (unvollständig)
als Angestellter im Architekturbüro von Otto Boelcke
- 1911: Mitarbeit am Wettbewerbsentwurf für das Verwaltungsgebäude der Landesversicherungsanstalt Sachsen-Anhalt in Merseburg (prämiert mit dem 1. Preis in Höhe von 5.000 Mark)[1]

als selbstständiger Architekt
- 1913–1915: „Gartenstadt am Mühlrain“ für den Bauverein für Kleinwohnungen e. G. Halle in Halle (Saale)[2]
- 1921–1925: Gebäude der Central-Genossenschaftsbank in Halle (Saale), Maxim-Gorki-Straße 13,[2] Verwaltungsgebäude der Central-Genossenschaft
- 1921–1925: Verwaltungsgebäude der Central Genossenschaft zum Bezug landwirtschaftlicher Bedarfsartikel e.G.m.b.H. in Halle (Saale), Maxim-Gorki-Straße 4,[2][3][4] auch Fredehaus[5] genannt
- 1922: Villa Walter Hartmann in Halle (Saale), Neuwerk 1–3 (mit Bildhauerarbeiten von Hannes Miehlich)[2][3]
- 1922: Villa Erich Hartmann in Halle (Saale), Neuwerk 18[2]
- 1923: Villa Brandenstein in Halle (Saale), Am Kirchtor 11[2]
- 1924–1929: Druckfarbenfabrik der Gebr. Hartmann, Fabrikanlage mit Hochbehälter für die IG Farben in Halle-Ammendorf, Merseburger Straße 371 (mit J. C. Moebius)[6][2]
- um 1926: Fleischerei Hoinkis in Halle (Saale), Leipziger Straße 16
- 1926–1927: Schaltstation Holzhausen bei Bismark (Altmark)[7]
- 1926–1927: Villa in Halle (Saale), Albert-Schweitzer-Straße 51[2]
- 1926–1929: Wohnanlage in Halle (Saale), Balkeweg 1–4[2]
- 1926–1929: Wohnanlage in Halle (Saale), Beyschlagstraße 10–13, 13a, 16–20[2]
- 1926–1929: Wohnanlage in Halle (Saale), Pfännerhöhe 66–69[2]
- 1927: Wohnhaus Hollystraße 7 in Halle (Saale)[8]
- 1927: Wohn- und Geschäftshaus mit Geschäftsstelle des Bauvereins für Kleinwohnungen in Halle (Saale), Dittenbergerstraße 7/7a,[2]
- vor 1929: Verwaltungsgebäude des Überlandwerkes in Salzwedel[4]
- vor 1929: Verwaltungsgebäude des Überlandwerkes in Falkenberg[4][9]
- vor 1929: Um- und Erweiterungsbau des Hotel Goldene Kugel in Halle (Saale), Riebeckplatz (kriegszerstört)[4]
- 1929: Verwaltungsgebäude in Halle (Saale), Philipp-Müller-Straße 57[2]
- 1929: Verwaltungsgebäude der Bergwerksverwaltung der IG Farben in Halle, Merseburger Straße 2
- 1935: Villa Direktor Zick in Büschdorf
- 1938–1939: Verwaltungsgebäude der Knappschafts-Berufsgenossenschaft (heute Teil des Klinikums Bergmannstrost) in Halle (Saale)
- 1947–1948: Wettbewerbsentwurf zur Neugestaltung des alten Rathauses in Halle (Saale)
- Geschäftshaus der Gewerbe- und Handelsbank AG in Halle (Saale), Wilhelm-Külz-Straße
- Innengestaltung der Methodistenkirche in Halle (Saale), Schulstraße 9a
- Kino in Merseburg
- Rathaus Nachterstedt
- Wohnhausgruppen in der Wörmlitzer Straße, Wörmlitzer Platz, Flurstraße in Halle (Saale)
- Gartenstadt in Brehna

## Varia
- Das Grab des Architekten Hermann Frede und seiner Ehefrau Hulda geborene Porwoll befindet sich auf dem Nordfriedhof in Halle.